# Александрович, Якуб Мустафович
Якуб Мустафович Александрович (бел. Якуб Мустафавіч Александровіч; род. 15 января 1934, Клецк, Новогрудское воеводство) — советский белорусский учёный-экономист. Доктор экономических наук (1990).

## Биография
Родился 15 января 1934 года в городе Клецке Минской области Белорусской ССР в семье польско-литовских татар.
В 1957 году — окончил учётно-экономический факультет БГИНХ имени В. В. Куйбышева. 1961—1967 годы — на научно-исследовательской работе в Институте экономики Академии Наук Белорусской ССР: аспирант, младший, старший научный сотрудник.
1968—1990 годы — заведующий сектором, заведующий отделом НИИ экономики и экономико-математических методов планирования при Госплане Белорусской ССР.
С 1990 года — доктор экономических наук, профессор кафедры планирования и прогнозирования БГИНХ.